# 7 (ラッパー)
7（なな、2001年 - ）は、日本のラッパー。

## 経歴
2001年、和歌山県海南市で誕生。3人きょうだいの真ん中であった。子供の頃によく聴いていたのはJ-POPであったが、中学生のころから色々なジャンルを聴くことを心がけるようにしていたという。ヒップホップもよく聴いていたが、自分でラッパーになろうとは考えていなかった。また、小さい頃からピアノや楽器などに親しみ、中学生の時には歌手を目指そうと歌の練習をしていたこともあった。兄の影響で、中学卒業まではサッカーをしていた。ラッパーのTOFUは高校の同級生であったが、当時交流はなかった。
本格的にラップをはじめたのは高校卒業後、2020年の10月ごろからである。7は一度就職し、衣料品店で働いていた。正社員となったものの、「学校より学校って感じの場所」であった会社の雰囲気に辟易していた。そのような中、「いつものように一人でバツ喰って」YouTubeを見ていたところ、Awichのライブ映像に衝撃を受け、音楽活動を始めるに至った。それ以来、フリービートなどを用いてラップをしていたものの、友人であるpornoの伝手によりレコーディングもはじめるようになる。当初の名義はBOyLE（ボイル）。pornoによる命名であり、歌がスーザン・ボイルのようにうまかったからであるという。
その後、SoundCloudに音源をアップロードしつづけたほか、客演でライブにも出演した。2021年11月頃、友人であるrichblackを介して、和歌山を拠点とするトラックメイカーであるHomunculu$と出会う。和歌山に女性のラッパーがいたことに興味を持ったHomunculu$は7と連絡を取り、2022年6月17日にデビューEPである『7-11』をリリースする。Homunculu$の提案により、本名である「七星（ななせ）」にちなみ、7に名義を変更した。つやちゃんは同EPについて、「彼女の視線を通した風景の殺伐さと牧歌性が強烈なリアリティをまといながら強度あるヒップホップとして描かれている」と評価している。
2023年にはラップスタア誕生!に出場し、4人のファイナリストのひとりとなった。2月25日にアップロードされた、03- Performanceに『7-11』収録「SEVEN ELEVEN」のパフォーマンス動画がTwitterのヒップホップ系ニュースアカウントである Raphousetv に「They Calling Her The Japanese Ice Spice “Rice Spice” How she sounding?（彼女は日本のアイス・スパイスこと「ライス・スパイス」と呼ばれているようだけど、どんな曲?）」シェアされ、広く拡散された。これに対して、7は3月6日、これらの反響に含まれるマンブルラップに対する否定的視線・アジア人ラッパーに対する否定的視線・フィメールラッパーに対する否定的視線のすべてに応答する「Rice Spice」をリリースした。同シングルは、Spotify Viral Songsで21位を記録した。
11月29日には1stアルバムである『7』をリリースした。同アルバムは、全曲をZOT on the WAVEがプロデュースした。また、2024年2月21日には同アルバム収録「Boss Bitch」の、LANAとElle Teresaが参加するリミックスを収録した『7 Boss Bitch Edition』がリリースされた。

## ディスコグラフィ
| タイトル             | 発売日         | 備考 |
| -------------------- | -------------- | ---- |
| 7-11                 | 2022年6月17日  |      |
| 7                    | 2023年11月29日 |      |
| 7 Boss Bitch Edition | 2024年2月21日  |      |